# المولدي الكافي
المولدي الكافي ولد في 10 فبراير 1946 في الكاف، هو سياسي ودبلوماسي تونسي.

## السيرة الذاتية
تحصل المولدي الكافي على إجازة في الفلسفة من كلية الآداب في جامعة سترازبورغ. عمل المولدي الكافي في البداية كأستاذ لمدة سنتين، قبل أن يتعلم الإنجليزية والألمانية ويلتحق بوزارة الشؤون الخارجية التونسية في 1967. 

أثناء عمله بالوزارة، شغل الكافي عدة مناصب فيها: رئيس مصلحة أمريكا الوسطى والجنوبية في 1978. رئيس مصلحة البروتوكول الدبلوماسي (1980)، نائب مدير إدارة الأمريكتان (1989)، مدير ديوان الوزير الحبيب بن يحيى (1994)، مكلف بمهمة في ديوان الوزير (1999)، والمدير العام للشؤون السياسية والتعاون لدول أمريكا وآسيا (2006). 

عمل كذلك في سفارات تونس في تشيكوسلوفاكيا (1971)، وألمانيا الشرقية والاتحاد السوفيتي والمملكة المتحدة. 

عين سفيرا لتونس في نيجيريا بين 1990 و1994، ثم سفيرا لتونس في روسيا بين 1996 و1999، وأخيرا سفيرا لتونس في أندونيسيا بين 2002 و2005. 

بعد الثورة التونسية في 2011، دعي ليصبح وزيرا للشؤون الخارجية في حكومة محمد الغنوشي الثانية، ثم في حكومة الباجي قائد السبسي. كان يساعده كاتبي دولة وهما رضوان نويصر وخميس الجهيناوي. انتهت مهامه على رأس الوزارة في 24 ديسمبر 2011 عند تسليم السلطة لحكومة حمادي الجبالي.
المولدي الكافي متزوج من دغمار (Dagmar) الذي التقى بها في تشيكوسلوفاكيا، وأنجبا أربعة أبناء.

## مقالات ذات صلة
- حكومة محمد الغنوشي الثانية
- حكومة الباجي قائد السبسي